# Toru Yoshida
Toru Yoshida (født 17. maj 1965) er en tidligere japansk fodboldspiller.
Han har spillet for flere forskellige klubber i sin karriere, herunder JEF United Ichihara.